# Peach-O-Reno
Pour plus de détails, voir Fiche technique et Distribution.
Peach-O-Reno ou Peach O'Reno est une comédie américaine réalisée par William A. Seiter, et sortie en 1931.

## Synopsis
Aggie Bruno en a assez de son mari, Joe, et décide de demander le divorce à Reno. Elle rencontre les avocats Wattles et Swift, ce dernier acceptant de représenter Aggie au tribunal. Swift suggère qu'Aggie soit prise avec un autre homme. Entre-temps, Joe Bruno s'est également rendu à Reno et est représenté au tribunal par Wattles. Wattles suggère que Joe soit pris avec une autre femme.
Ace Crosby, un joueur de cartes originaire de l'Arizona est en colère et veut tuer Wattles pour avoir représenté sa femme dans un précédent divorce en sa défaveur. Swift suggère à son confrère de s'habiller en femme afin d'éviter d'être retrouvé par le joueur. Ce soir-là, les deux avocats font ce qu'ils font tous les soirs à savoir transformer leur bureau en casino. Swift arrive au casino en se faisant passer pour l'amant d'Aggie Bruno et pour ajouter à la confusion, Wattles, habillé en femme, se présente avec Joe Bruno, en prétendant être son nouvel amour.

## Fiche technique
- Titre original : Peach-O-Reno
- Réalisation : William A. Seiter
- Scénario : Tim Whelan, Ralph Spence, Eddie Welch et Louis Sarecky
- Production : William LeBaron
- Société de production et de distribution : RKO
- Musique : Max Steiner
- Photographie : Jack MacKenzie
- Montage : Jack Kitchin
- Pays :  États-Unis
- Langue : anglais
- Genre : comédie romantique
- Durée : 63 minutes
- Format : noir et blanc - mono
- Date de sortie :
  - États-Unis : 25 novembre 1931

## Distribution
- Bert Wheeler : Wattles
- Robert Woolsey : Julius Swift
- Dorothy Lee : Prudence Bruno
- Zelma O'Neal : Pansy Bruno
- Joseph Cawthorn : Joe Bruno
- Cora Witherspoon : Aggie Bruno
- Sam Hardy : Juge Jackson
- Mitchell Harris : Ace Crosby
- Arthur Hoyt : secrétaire
- Josephine Whittell : Mme Doubleday-Doubleday
- Olaf Hytten : croupier
- Harry Holman : conseiller de Jackson

## Musiques
- I'm Just Wild About Harry (1921) (Eubie Blake)
- From Niagara Falls to Reno (chanson), chantée par Bert Wheeler et Dorothy Lee
- Carolina Moon (1928) (chanson), chantée par Bert Wheeler
- Dancing with Tears in My Eyes (Joseph Burke)
- Les patineurs (The Skaters) (Émile Waldteufel)
- Wintermärchen (Alphons Czibulka)
- Bridal Chorus (d'après Lohengrin de Richard Wagner)